# Manolo Martínez Hugué

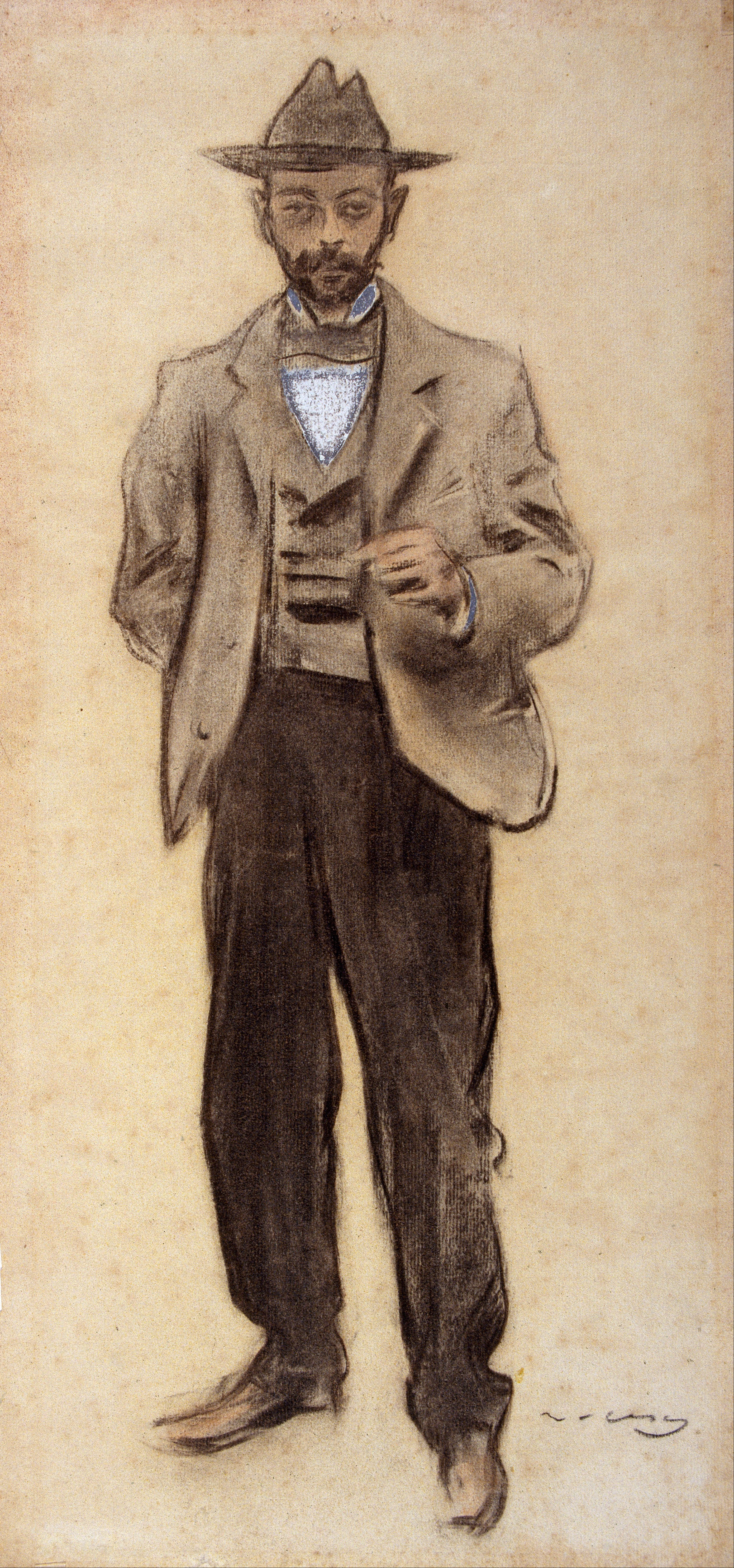
Porträt von Ramón Casas (c. 1897–1899)

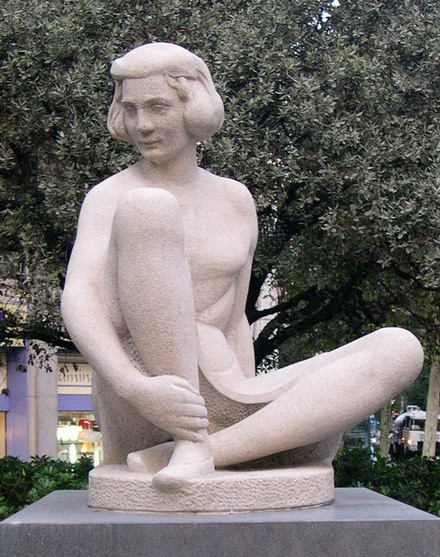
Statue von Manolo Martínez Hugué

Manuel Martínez Hugué (* 29. April 1872 in Barcelona; † 17. November 1945 in Caldes de Montbui), der unter dem Namen Manolo Hugué oder auch nur Manolo bekannt ist, war ein vielseitiger spanischer Künstler des Noucentisme (einer Gegenbewegung zum Modernisme) und war von der Avantgarde beeinflusst. Er war als Bildhauer, Maler und Gestalter von Schmuck tätig.

## Leben
Manuel Martínez Hugué wurde am 29. April 1872 in Barcelona geboren. Er war der Sohn von Benigno Martinez, Soldat der spanischen Armee, und Anna Hugué. Während seiner Kindheit lebte er im gotisches Viertel von Barcelona und studierte kurz an die Escuela de la Llotja. In seiner Jugend besuchte er häufig das Café Els Quatre Gats, wo er zum engeren Kreis von Pablo Picasso gehörte. Neben Picasso pflegte er Kontakt zu Künstlern wie Santiago Rusiñol oder Ramón Casas.

### Anfänge und Wirken in Frankreich
Der Freund Pablo Picassos lebte zunächst in Barcelona und Paris und dann lange Jahre in Céret, wo er die sogenannte École de Céret (Schule von Céret) um sich versammelte. Dazu zählten Georges Braque, Juan Gris, Frank Burty Haviland und Pablo Picasso. Sein Stil, auf halbem Weg zwischen Noucentisme und Kubismus, wurde sehr charakteristisch und ließ ihn in Katalonien zu einem beliebten Bildhauer werden. Aber auch im Ausland wurde er bekannt, insbesondere durch seine Zugehörigkeit zur Gruppe um Daniel-Henry Kahnweiler, einem deutschen  Galeristen und Kunsthistoriker, mit dem er von 1912 bis 1933 in Geschäftsbeziehungen stand.

### Rückkehr nach Katalonien
Manolo Hugué zog 1928, im Alter von 56 Jahren, nach Caldes de Montbui. Von dort stammte seine Großmutter mütterlicherseits. In dem Ort versprach er sich vom Thermalwasser Linderung seiner Leiden. Mit seiner Frau Totote und seiner Adoptivtochter Rosa lebte er bis zu seinem Tode im Mas Manolo, wo er sein Atelier einrichtete. Hier begann ein schaffensreicher Lebensabschnitt. Er stellte kleinformatige Plastiken aus verschiedenen Werkstoffen (Ton, Gips, Stein und Bronze) und den entsprechenden Verfahren (Modellieren, Behauen und Gießen) her. Er wandte sich landestypischen Themen wie Toreros oder Flamencotänzerinnen zu aber auch den Motiven Mutter mit Kind und dem weiblichen Akt.
Manolo Hugué starb 1945 in Caldes de Montbui.

## Vermächtnis
Sein künstlerisches Vermächtnis ist im Thermalia-Museum von Caldes de Montbui ausgestellt, das Archiv befindet sich in Barcelona in der Biblioteca de Catalunya. Das städtische Gymnasium IES Manolo Hugué von Caldes de Montbui trägt seinen Namen.